# Maria Nühlen
Maria Nühlen (geboren 1954 in Alpen) ist eine deutsche Philosophin und emeritierte Hochschullehrerin für Sozial- und Kulturphilosophie an der Hochschule Merseburg.
Maria Nühlen studierte von 1974 bis 1977 Sozialpädagogik an der FH Aachen und schloss von 1977 bis 1982 ein Magisterstudium der Philosophie, Pädagogik und Soziologie an der RWTH Aachen an. Im Jahr 1989 wurde sie an der RWTH Aachen im Fach Philosophie promoviert. Von 1990 bis 1993 war sie in Aachen wissenschaftliche Mitarbeiterin am Institut für Philosophie. 1993 übernahm sie den Lehrstuhl für Sozial- und Kulturphilosophie am Fachbereich „Soziale Arbeit.Medien.Kultur“ der Hochschule Merseburg. Von 1994 bis 1996 war sie Dekanin des Fachbereichs. Im Jahr 2000 wurde sie Prorektorin und vertrat in dieser Funktion bis 2004 den Geschäftsbereich „Studium und Lehre“. Im April 2017 wurde sie emeritiert.
Maria Nühlen, die seit 2004 auch freischaffende Künstlerin in den Kunstgattungen Fotografie, Zeichnung und Grafik ist, widmet sich in ihrer Forschung besonders sozialen Aspekten der Gerontologie, dem Licht als Metapher der Erkenntnis, der Grabkultur und den Philosophinnen der Antike. Für das von Ursula I. Meyer und Heidemarie Bennent-Vahle 1997 herausgegebene Philosophinnen-Lexikon des Reclam-Verlags hat sie 43 Artikel beigetragen. Sie ist Mitglied der Deutschen Gesellschaft für Philosophie (DGPhil) und der International Association of Women Philosophers (IAPh). Zudem wurde sie zum Mitglied der Deutschen Gesellschaft für Photographie berufen.

## Veröffentlichungen (Auswahl)
Monographien
- Philosophische Grundlagen der Gerontologie. Quelle und Meyer Verlag, Heidelberg/Wiesbaden 1990 (zugleich Dissertation).
- Sensenmann und Engelsflügel. Die Grabmalkunst des Merseburger Stadtfriedhofs St. Maximi. mdv, Halle/Saale 2008.
- Erwachsenenbildung und die Philosophie. Historischer Rückblick und die Herausforderung für die Zukunft. LIT, Münster 2010.
- Kultur – also sind wir! Eine Einführung in die Kulturphilosophie. LIT, Berlin 2016.
- Philosophinnen der griechischen Antike – eine Spurensuche. Springer, Wiesbaden 2021.

Herausgeberschaften
- Merseburger Ringvorlesung. Band 1–4. Hochschulverlag Merseburg, Merseburg 2001–2003.
- mit Paul D. Bartsch: Philosophisch fragen, gesellschaftlich denken, pädagogisch handeln, kulturell – medial – sozial. Band 1–10. Hochschulverlag Merseburg, Merseburg 2014–2020.